# Диской, Фёдор Иванович
Фёдор Иванович Диско́й (рус. дореф. Θеодоръ Ивановичъ Диской; втор. пол. XVIII века, имение Дисковка под Купянском, Российская империя — 1833, Москва, Российская империя) — русский служилый дворянин, потомственный купянский помещик, владел сёлами и слободами в Воронежском наместничестве, служил прапорщиком в Русской императорской армии. Диской известен как близкий друг философа Григория Сковороды, филолога Константина Калайдовича и терапевта Матвея Мудрова.

## Происхождение
Диской принадлежал к благородному сословию Слобожанщины, предки Фёдора Ивановича служили старшинами в Изюмском полку. Род Диских записан в дворянские родословные книги Богодуховского уезда Харьковского наместничества. Отец Фёдора Ивановича — Иван Григорьевич Диской — служил купянским сотником.

## Знакомство со Сковородой
В 1762 году Иван Григорьевич Диской повстречал Сковороду в окрестностях Купянска и пригласил в дом. С тех пор его семья поддерживала дружеские отношения с философом, а сын Ивана Григорьевича — Фёдор — стал одним из популяризаторов сочинений Сковороды.

## Культурное значение
Сын сотника — Фёдор Иванович Диской — получил известность за распространение трудов Сковороды в Москве, а также за частные уроки моральной философии, которые Диской предлагал в Московских ведомостях заинтересованным в знакомстве с творчеством Сковороды. Он также поддерживал дружеские отношения с филологом К. Ф. Калайдовичем и терапевтом М. Я. Мудровым. Фёдору Дискому адресована притча Сковороды «Убогий жаворонок» с посвящением: «Григорій Варсава Сковорода любезному другу, Ѳеодору Ивановичу Дискому, желаетъ истиннаго мира». М. И. Алякринский вспоминал о Диском, что он имел «к памяти Сковороды какое-то благоговейное почтение, а сочинения Сковороды были самым любимым его чтением». Оригинал рукописи «Убогого жаворонка» был утерян, однако благодаря Дискому текст произведения стал известен и был опубликован в Москве в 1837 году под редакцией М. Макарова и И. Решетникова. Именно от Диского Алякринский получил экземпляр рукописи «Жизни Григория Сковороды» М. И. Коваленского.

## Смерть
Погиб при трагических обстоятельствах: был зарублен топором вместе со служанкой плотником, работавшим в его доме. О несчастной судьбе Диского писал, в частности, известный писатель Г. П. Данилевский.